# Riek Machar
Riek Machar Teny Dhurgon (nascido em 1953, Cidade de Leer, Unidade, Sudão do Sul) é um político sudanês e atual primeiro vice-presidente da República Independente do Sudão do Sul. Foi um dos primeiros membros do Exército Popular de Libertação do Sudão. Ele agora lidera a facção rebelde que se opõe a Salva Kiir, conhecida como SPLM-IO.
Em dezembro de 2013 Machar  foi acusado pelo governo de liderar uma tentativa de golpe contra o presidente Salva Kiir Mayardit, segundo Salva Kiir os aliados de Machar se rebelaram por conta da destituição dele do cargo de vice-presidente em Julho de 2013. Regressou ao cargo de vice-presidente a 26 de abril de 2016 e foi demitido três meses depois, a 23 de julho de 2016.
Em fevereiro de 2020, como parte de um acordo para encerrar a guerra civil, voltou a reocupar o cargo de vice-presidente do país.

## Trabalho literário
- Riek Machar. «South Sudan: A history of political domination: A case of self-determination». Consultado em 5 de agosto de 2011